# Церковь Святых Космы и Дамиана (Котань)
Церковь святых Космы и Дамиана (пол. Cerkiew śś. Kosmy i Damiana w Kotani) — грекокатолическая церковь, находящаяся в селе Котань, гмина Кемпна, Ясленский повят, Подкарпатское воеводство. В настоящее время церковь принадлежит римско-католическому приходу в Кремпне. Церковь построена в характерном для западной Лемковщине стиле и послужила образцом для сооружения копии во львовском музее Шевченковский гай. Историческо-архитектурный памятник Подкарпатского воеводства.

## История
Церковь была построена в 1841 году на месте более старого деревянного храма. В 1963 году около храма был сооружён лапидарий, на котором были размещены 22 надгробия с кладбищ сёл Чехани, Жыдовске и Незнаёве. Сама церковь была разобрана и заново собрана.
31 января 1985 года церковь была внесена в реестр охраняемых памятников Подкарпатского воеводства.
Территория храма обнесена деревянным ограждением. Посещение церкви следует согласовывать со служителем, проживающем в доме № 2.